# أكسيداز الكبريتيت

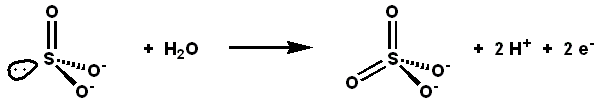
يقوم إنزيم أكسيداز الكبريتيت بتحفيز تفاعل أكسدة الكبريتيت إلى كبريتات

أكسيداز الكبريتيت (أو مؤكسدة الكبريتيت أو سلفيت أوكسيداز) هو إنزيم يوجد في حقيقيات النوى وهو مسؤول عن أكسدة أيونات الكبريتيت إلى كبريتات، ويقوم عن طريق بروتين سيتوكروم c يقوم بنقل الإلكترونات الصادرة إلى سلسلة نقل الإلكترون مما يسمح بتوليد ثلاثي فوسفات الأدينوسين (ATP) في عملية فسفرة تأكسدية.
تمثل هذه العملية الخطوات الأخيرة ضمن عملية استقلاب المركبات الحاوية على الكبريت، والتي تطرح على شكل كبريتات من الجسم.
يحوي الإنزيم على مركز فلزي من الموليبدنوم وكذلك عامل مرافق من موليبدوبتيرين بالإضافة إلى مجموعة هيم. يوجد هذا الإنزيم في الثدييات بشكل مرتفع نسبياً في الكبد والكليتين والقلب بالمقارنة مع المستويات في الدم والطحال والدماغ والعضلات.
|  |